# Høst på Klæsøgården
|  | Denne artikel er oprettet af botten Steenthbot ud fra en ekstern database. Den kan derfor have sproglige fejl eller mangler. Denne skabelon kan fjernes efter kontrol af indholdet. |

Høst på Klæsøgården er en dansk dokumentarisk optagelse fra 1932.

## Handling
Langeland 14.8.1932.